# Goritsa (distrikt i Bulgarien)
Goritsa (bulgariska: Горица) är ett distrikt i Bulgarien.   Det ligger i kommunen Obsjtina Pomorie och regionen Burgas, i den östra delen av landet, 300 km öster om huvudstaden Sofia.
Trakten runt Goritsa består till största delen av jordbruksmark. Runt Goritsa är det ganska tätbefolkat, med 60 invånare per kvadratkilometer.